# 2012-es fedett pályás atlétikai világbajnokság
A 2012-es fedett pályás atlétikai világbajnokságot március 9. és március 11. között rendezték Törökország legnagyobb városában, Isztambulban. A férfiaknál és a nőknél is 13 versenyszámot rendeztek. Az eseményt az Ataköy Athletics Arénában bonyolították le.
A torna legeredményesebb sportolója az Amerikai Egyesült Államok színeiben induló Sanya Richards-Ross volt, aki aranyérmet szerzett a 400 méteres síkfutásban, valamint ezüstérmet a 4 × 400-as női váltóval. A versenyen két világcsúcs született mindkettő többpróbában. Az elsőt Natalija Dobrinszka érte el női ötpróbában. A másodikat Ashton Eaton férfi hétpróbában.

## Éremtáblázat
(A táblázatban a rendező nemzet eltérő háttérszínnel kiemelve.)
| Helyezés | Nemzet             | Arany | Ezüst | Bronz | Összesen |
| 1.       | Egyesült Államok   | 10    | 3     | 5     | 18       |
| 2.       | Nagy-Britannia     | 2     | 3     | 4     | 9        |
| 3.       | Etiópia            | 2     | 1     | 2     | 5        |
| 4.       | Kenya              | 2     | 1     | 1     | 4        |
| 5.       | Oroszország        | 1     | 3     | 5     | 9        |
| 6.       | Ukrajna            | 1     | 2     | 0     | 3        |
| 7.       | Franciaország      | 1     | 1     | 1     | 3        |
| 8.       | Ausztrália         | 1     | 1     | 0     | 2        |
| 8.       | Marokkó            | 1     | 1     | 0     | 2        |
| 8.       | Jamaica            | 1     | 1     | 0     | 2        |
| 11.      | Brazília           | 1     | 0     | 0     | 1        |
| 11.      | Costa Rica         | 1     | 0     | 0     | 1        |
| 11.      | Görögország        | 1     | 0     | 0     | 1        |
| 11.      | Új-Zéland          | 1     | 0     | 0     | 1        |
| 15.      | Németország        | 0     | 2     | 0     | 2        |
| 16.      | Bahama-szigetek    | 0     | 1     | 1     | 2        |
| 16.      | Fehéroroszország   | 0     | 1     | 1     | 2        |
| 16.      | Törökország        | 0     | 1     | 1     | 2        |
| 19.      | Kína               | 0     | 1     | 0     | 1        |
| 19.      | Csehország         | 0     | 1     | 0     | 1        |
| 19.      | Olaszország        | 0     | 1     | 0     | 1        |
| 19.      | Elefántcsontpart   | 0     | 1     | 0     | 1        |
| 19.      | Kazahsztán         | 0     | 1     | 0     | 1        |
| 19.      | Svédország         | 0     | 1     | 0     | 1        |
| 25.      | Kuba               | 0     | 0     | 1     | 1        |
| 25.      | Litvánia           | 0     | 0     | 1     | 1        |
| 25.      | Lengyelország      | 0     | 0     | 1     | 1        |
| 25.      | Trinidad és Tobago | 0     | 0     | 1     | 1        |
| Összesen | Összesen           | 26    | 28    | 25    | 79       |

## Érmesek
- WR – világrekord
- CR – világbajnoki rekord
- AR – kontinens rekord
- NR – országos rekord
- PB – egyéni rekord
- WL – az adott évben aktuálisan a világ legjobb eredménye
- SB – az adott évben aktuálisan az egyéni legjobb eredmény

### Férfi
| Versenyszám                              | Arany                                                                            | Arany        | Ezüst                                                                                | Ezüst      | Bronz                                                                               | Bronz      |
| ---------------------------------------- | -------------------------------------------------------------------------------- | ------------ | ------------------------------------------------------------------------------------ | ---------- | ----------------------------------------------------------------------------------- | ---------- |
| 60 m Döntő: március 10. 20:00            | Justin Gatlin · Egyesült Államok                                                 | 6,46 SB      | Nesta Carter · Jamaica                                                               | 6,54       | Dwain Chambers · Nagy-Britannia                                                     | 6,60       |
| 400 m Döntő: március 10. 19:30           | Nery Brenes · Costa Rica                                                         | 45,11 CR     | Demetrius Pinder · Bahama-szigetek                                                   | 45,34 SB   | Chris Brown · Bahama-szigetek                                                       | 46,43 SB   |
| 800 m Döntő: március 11. 16:20           | Mohammed Aman · Etiópia                                                          | 1:48,36      | Jakub Holuša · Csehország                                                            | 1:48,62    | Andrew Osagie · Nagy-Britannia                                                      | 1:48,92    |
| 1500 m Döntő: március 10. 19:00          | Abdalaati Iguider · Marokkó                                                      | 3:45,21      | İlham Tanui Özbilen · Törökország                                                    | 3:45,35    | Mekonnen Gebremedhin · Etiópia                                                      | 3:45,90    |
| 3000 m Döntő: március 11. 15:10          | Bernard Lagat · Egyesült Államok                                                 | 7:41,44 SB   | Augustine Kiprono Choge · Kenya                                                      | 7:41,77    | Edwin Cheruiyot Soi · Kenya                                                         | 7:41,78    |
| 60 m gát Döntő: március 11. 17:20        | Aries Merritt · Egyesült Államok                                                 | 7,44         | Liu Hsziang · Kína                                                                   | 7,49       | Pascal Martinot-Lagarde · Franciaország                                             | 7,53 PB    |
| 4 × 400 m váltó Döntő: március 11. 17:40 | Egyesült Államok · Frankie Wright · Calvin Smith · Manteo Mitchell · Gil Roberts | 3:03,94 SB   | Egyesült Királyság · Conrad Williams · Nigel Levine · Michael Bingham · Richard Buck | 3:04,72 SB | Trinidad és Tobago · Lalonde Gordon · Renny Quow · Jereem Richards · Jarrin Solomon | 3:06,85 NR |
| Magasugrás Döntő: március 11. 15:30      | Dimítrisz Hondrokúkisz · Görögország                                             | 233 cm PB    | Andrej Szilnov · Oroszország                                                         | 233 cm     | Ivan Uhov · Oroszország                                                             | 231 cm     |
| Rúdugrás Döntő: március 10. 17:00        | Renaud Lavillenie · Franciaország                                                | 595 cm WL    | Björn Otto · Németország                                                             | 580 cm     | Brad Walker · Egyesült Államok                                                      | 580 cm     |
| Távolugrás Döntő: március 10. 18:50      | Mauro Vinicius da Silva · Brazília                                               | 823 cm       | Henry Frayne · Ausztrália                                                            | 823 cm AR  | Alekszandr Menykov · Oroszország                                                    | 822 cm     |
| Hármasugrás Döntő: március 11. 16:10     | Will Claye · Egyesült Államok                                                    | 17,70 m WL   | Christian Taylor · Egyesült Államok                                                  | 17,63 m SB | Ljukman Adamsz · Oroszország                                                        | 17,36 m PB |
| Súlylökés Döntő: március 9. 19:15        | Ryan Whiting · Egyesült Államok                                                  | 22,00 m WL   | David Storl · Németország                                                            | 21,88 m PB | Tomasz Majewski · Lengyelország                                                     | 21,72 m NR |
| Hétpróba Versenyek: március 9.-10.       | Ashton Eaton · Egyesült Államok                                                  | 6645 pont WR | Olekszij Kaszjanov · Ukrajna                                                         | 6071 pont  | Artyom Lukjanyenko · Oroszország                                                    | 5969 pont  |

### Női
| Versenyszám                              | Arany                                                                                       | Arany        | Ezüst                                                                                            | Ezüst                          | Bronz                                                                                             | Bronz        |
| ---------------------------------------- | ------------------------------------------------------------------------------------------- | ------------ | ------------------------------------------------------------------------------------------------ | ------------------------------ | ------------------------------------------------------------------------------------------------- | ------------ |
| 60 m Döntő: március 11. 17:05            | Veronica Campbell-Brown · Jamaica                                                           | 7,01 WL      | Murielle Ahoure · Elefántcsontpart                                                               | 7,04 NR                        | Tianna Madison · Egyesült Államok                                                                 | 7,09         |
| 400 m Döntő: március 10. 18:40           | Sanya Richards-Ross · Egyesült Államok                                                      | 50,79        | Alekszandra Fedoriva · Oroszország                                                               | 51,76                          | Natasha Hastings · Egyesült Államok                                                               | 51,82        |
| 800 m Döntő: március 11. 15:35           | Pamela Jelimo · Kenya                                                                       | 1:58,83 WL   | Natalija Lupu · Ukrajna                                                                          | 1:59,67 PB                     | Erica Moore · Egyesült Államok                                                                    | 1:59,97 PB   |
| 1500 m Döntő: március 10. 18:00          | Genzebe Dibaba · Etiópia                                                                    | 4:05,78      | Mariem Alaoui Selsouli · Marokkó                                                                 | 4:07,78                        | Asli Çakir Alptekin · Törökország                                                                 | 4:08,74 NR   |
| 3000 m Döntő: március 11. 15:50          | Hellen Onsando Obiri · Kenya                                                                | 8:37,16      | Meseret Defar · Etiópia                                                                          | 8:38,26                        | Gelete Burka · Etiópia                                                                            | 8:40,18      |
| 60 m gát Döntő: március 10. 19:45        | Sally Pearson · Ausztrália                                                                  | 7,73 WL      | Tiffany Porter · Nagy-Britannia                                                                  | 7,94                           | Alina Talaj · Fehéroroszország                                                                    | 7,97 SB      |
| 4 × 400 m váltó Döntő: március 11. 16:40 | Egyesült Királyság · Shana Cox · Nicola Sanders · Christine Ohuruogu · Perri Shakes-Drayton | 3:28,76 WL   | Egyesült Államok · Leslie Cole · Natasha Hastings · Jernail Hayes · Sanya Richards-Ross          | 3:28,79 SB                     | Oroszország · Julija Guscsina · Kszenyija Usztalova · Marina Karnauscsenko · Alekszandra Fedoriva | 3:29,55 SB   |
| Magasugrás Döntő: március 10. 18:15      | Chaunté Lowe · Egyesült Államok                                                             | 198 cm       | Antonietta Di Martino · Olaszország · Anna Csicserova · Oroszország · Ebba Jungmark · Svédország | 195 cm (SB) 195 cm 195 cm (SB) | nem adták ki                                                                                      |              |
| Rúdugrás Döntő: március 11. 14:00        | Jelena Iszinbajeva · Oroszország                                                            | 480 cm       | Vanessa Boslak · Franciaország                                                                   | 470 cm NR                      | Holly Bleasdale · Nagy-Britannia                                                                  | 470 cm       |
| Távolugrás Döntő: március 11. 14:05      | Brittney Reese · Egyesült Államok                                                           | 723 cm CR    | Janay DeLoach · Egyesült Államok                                                                 | 698 cm SB                      | Shara Proctor · Nagy-Britannia                                                                    | 689 cm NR    |
| Hármasugrás Döntő: március 10. 17:05     | Yamilé Aldama · Nagy-Britannia                                                              | 14,82 m SB   | Olga Ripakova · Kazahsztán                                                                       | 14,63 m                        | Mabel Gay · Kuba                                                                                  | 14,29 m      |
| Súlylökés Döntő: március 10. 18:10       | Valerie Adams · Új-Zéland                                                                   | 20,54 m AR   | Nadzeja Asztapcsuk · Fehéroroszország                                                            | 20,42 m                        | Michelle Carter · Egyesült Államok                                                                | 19,58 m SB   |
| Ötpróba Versenyek: március 9.            | Natalija Dobrinszka · Ukrajna                                                               | 5013 pont WR | Jessica Ennis · Nagy-Britannia                                                                   | 4965 pont NR                   | Austra Skujytė · Litvánia                                                                         | 4802 pont NR |

## A magyar sportolók eredményei
Magyarország a világbajnokságon három sportolóval képviseltette magát.